# Philippe Coussot
 (janvier 2024).
Si vous disposez d'ouvrages ou d'articles de référence ou si vous connaissez des sites web de qualité traitant du thème abordé ici, merci de compléter l'article en donnant les références utiles à sa vérifiabilité et en les liant à la section « Notes et références ».
Philippe Coussot, né le 19 décembre 1963 à Soisy-sous-Montmorency, est un physicien français, principalement connu pour ses travaux en rhéologie. Il travaille sur les transports en milieux poreux.

## Biographie
Philippe Coussot étudie à partir de 1984, à l'École polytechnique, obtenant son diplôme en 1987, puis, en 1989, un diplôme d’ingénieur de ENGREF-Paristech. Il soutient son doctorat en 1992 de l'INP Grenoble sous la direction de Jean-Michel Piau, pour sa thèse « Rhéologie des boues et laves torrentielles : étude de dispersions et suspensions concentrées ».
Entre 1992 et 1996, il est chercheur au Cemagref, à Grenoble, puis, en 1996, responsable du projet IRM au laboratoire central des ponts et chaussées.
À partir de 2011, il est professeur à l'école des ponts ParisTech. Il est responsable de l'équipe de recherche sur les milieux poreux du Laboratoire Navier entre 2011 et 2018.
De 2012 à 2015, il dirige le LABEX Multi-Échelles des Matériaux pour la Construction Durable.
Depuis 2021, il est co-éditeur en chef de la revue Rheologica Acta, consacrée à la rhéologie, avec Giovanni Ianniruberto.

## Recherches
Son premier domaine de recherche est la rhéologie, et plus particulièrement l'étude des fluides à seuil pour lesquels ses travaux conduisent à de nouveaux développements concernant leur rhéométrie, le comportement des matériaux, les écoulements, les instabilités hydrodynamiques, et enfin la rhéophysique de ces matériaux. L'utilisation de l'Imagerie par Résonance Magnétique (IRM) pour l'analyse de leur comportement devient l'une de ses contributions au domaine de la rhéologie des fluides complexes. 
Au fil du temps, il en vient à s'intéresser à la physique du transport dans les milieux poreux. L'originalité de son travail réside encore dans l'observation interne systématique des phénomènes, notamment grâce à la RMN.
En 2023, il reçoit une bourse Advanced Grant du Conseil européen de la recherche pour son projet de recherche sur les matériaux biosourcés utilisés comme murs ou isolants pour la construction.

## Prix et distinctions
- 1992 : Prix de thèse de l'Institut National Polytechnique de Grenoble
- 1994 : Prix Henri Milon de la Société Hydrotechnique de France [3]
- 1995 : Prix Schoemaker de l'International Association of Hydraulic Research
- 2002 : Prix Roberval, Université de Technologie de Compiègne
- 2004 : Prix bisannuel de l'Association Française de Mécanique
- 2007 : Prix de la Fédération Nationale des Travaux Publics
- 2007 : Prix du journal La Recherche, mention Mobilité durable
- 2009 : Prix Maurice Couette du Groupe Français de Rhéologie
- 2011 : Prix Dargelos [4]
- 2015 : Médaille d'argent du CNRS [5]
- 2017 : Prix Weissenberg de la Société européenne de rhéologie [6]
- 2018 : Fellow of the American Society of Rheology
- 2023 : InterPore Medal for Porous Media Research [7]

## Publications
- Philippe Coussot, Rhéophysique: la matière dans tous ses états, EDP sciences CNRS éd, coll. « Savoirs actuels », 2012 (ISBN 978-2-7598-0759-8)
- Philippe Coussot, Rheometry of pastes, suspensions and granular materials, John Wiley and Sons, 2005 (ISBN 978-0-4716-5369-1)
- Philippe Coussot, Comprendre la rhéologie : De la circulation du sang à la prise du béton, EDP Sciences, 2002 (ISBN 978-2-868-83546-8)
- Philippe Coussot, Rhéophysique des pâtes et des suspensions, EDP Sciences, 1999 (ISBN 978-2-868-83401-0)
- Philippe Coussot, Des grands écoulements naturels à la dynamique du tas de sable : Introduction aux suspensions en géologie et en physique, Cemagref Editions, 1997 (ISBN 978-2-85362-485-5)
- Philippe Coussot, Mudflow Rheology and Dynamics, Routledge, 1997 (ISBN 978-9-054-10693-7)
- Philippe Coussot, Les laves torrentielles : connaissances à l'usage du praticien, Cemagref Editions, coll. « Études Cemagref - Équipements pour l'eau et l'environnement », 1996 (ISBN 978-2-853-62446-6)
- Philippe Coussot, Rhéologie des boues et laves torrentielles : Etude de dispersions et suspensions concentrées, Cemagref Editions, coll. « Études Cemagref - Montagne », 1993 (ISBN 978-2-853-62321-6)